# Rencontre aléatoire
 (février 2024).
Si vous disposez d'ouvrages ou d'articles de référence ou si vous connaissez des sites web de qualité traitant du thème abordé ici, merci de compléter l'article en donnant les références utiles à sa vérifiabilité et en les liant à la section « Notes et références ».
Une rencontre aléatoire est une fonctionnalité communément utilisée dans les jeux vidéo de rôle (RPG) qui permet des rencontres sporadiques et aléatoires avec des personnages non-joueur ou autre dangers. En général, les rencontres aléatoires sont utilisées pour simuler des batailles associées à un environnement dangereux tel qu'une nature ou un donjon infesté de monstres avec une fréquence et lieu d'apparition incertaine (à l'opposé des rencontres « placées »). Des rencontres aléatoires fréquentes sont communes dans des jeux tels que Dragon Quest, Legend of Legaia, Pokémon ou la série Final Fantasy.